# Rathaus (Quakenbrück)

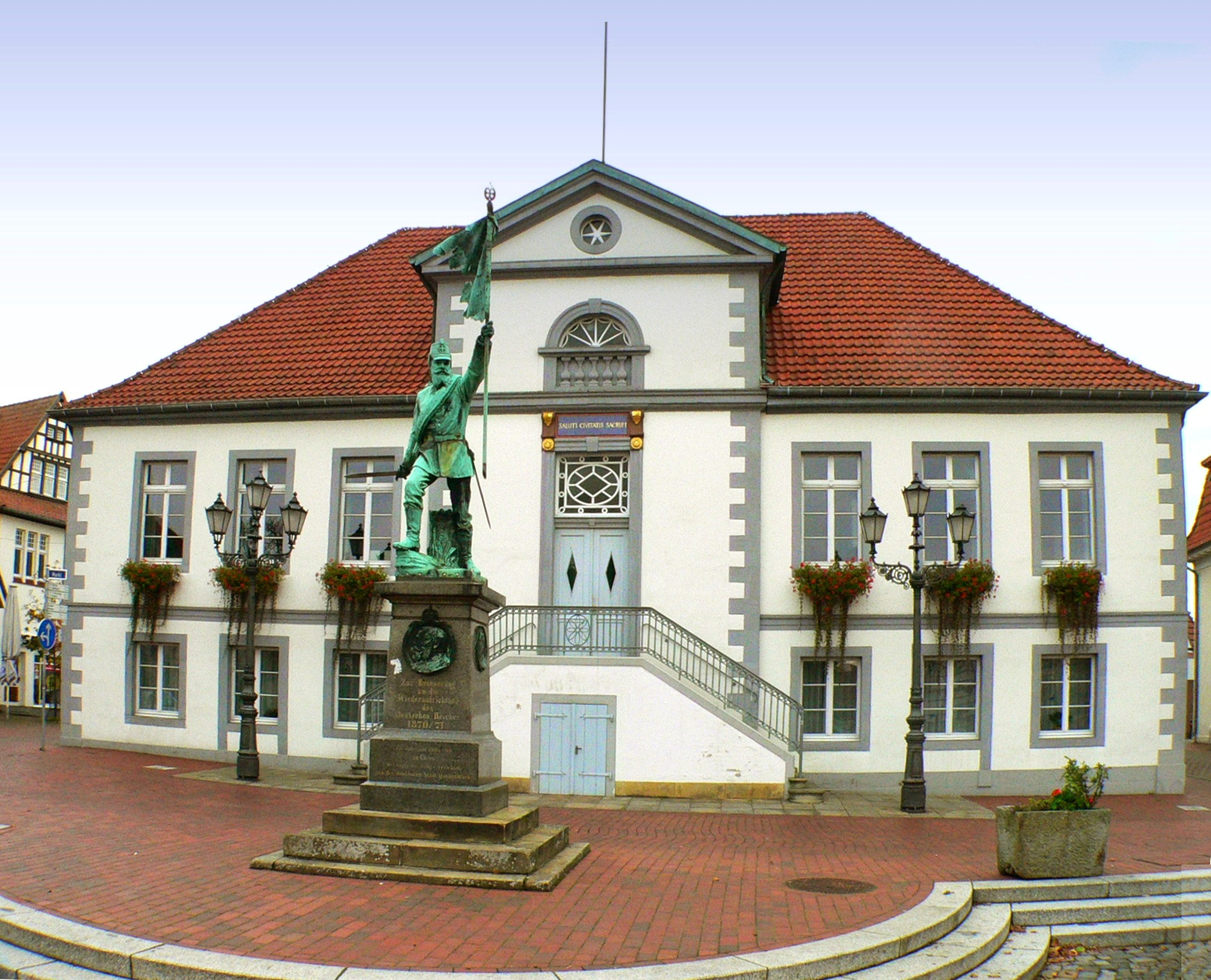
Rathaus mit Kriegerdenkmal

Das Rathaus von Quakenbrück ist ein 1818 im klassizistischen Stil errichtetes Anwesen, das die Hälfte der Bebauung an der Nordostseite des Marktplatzes in der historischen Altstadt Quakenbrücks einnimmt. 

## Beschreibung
Der sechsachsige, zweigeschossige Walmdachbau wird beherrscht von einem breiten Zwerchhaus-Mittelrisalit mit Dreiecksgiebel. Dieser Mittelteil, in dem sich zwischen Erd- und Obergeschoss die hohe Eingangstür mit ornamentalem Oberlicht befindet, ist vertikal durch ein vorkragendes Gesimsband in Traufhöhe gegliedert. Über dem Band wird die Eingangstür optisch durch ein Baluster mit aufgesetztem Rundbogenfenster fortgeführt. Über eine zweiläufige Freitreppe mit feinem Gusseisengeländer, in dem sich die Ornamentik des Türoberlichts wiederfindet, gelangt der Besucher in das ausladende Treppenhaus und den im ersten Stock liegenden Sitzungssaal. Eine Bürgerinitiative konnte im letzten Augenblick den Abbruch der Hohen Pforte zur Gewinnung von Baumaterial für das Rathaus verhindern.
Über dem Portal des Haupteingangs prangt die Begrüßung Saluti civitatis sacrum (Geweiht dem Wohle der Bürgerschaft) zwischen zwei vergoldeten Kragsteinen. Ebenfalls vergoldet ist ein über dem seitlichen Eingang in der Langen Straße angebrachtes, geschwungenes Lorbeerband, in dessen zentraler Beuge ein Medaillon mit dem Stadtwappen und der Zahl 1818, das Jahr der Erbauung, als Stuckrelief hängt.
Die farbige Außengestaltung des Gebäudes wurde in den 1990er Jahren grundlegend verändert. Betonte vormals die unterschiedliche, in hellem und dunklem Ocker gehaltene Putzfarbe der beiden Stockwerke und die naturbelassenen Sandsteinelemente seine vertikale Gliederung und ließ es dadurch gedrungen erscheinen, hat die neuzeitliche, durchgehend weiße Gestaltung der Flächen und die Absetzung der Bänder, Rahmen und Eckquader in hellem Grau eine gegenteilige Wirkung.
Rechts und links der dominierenden Freitreppe befindet sich je eine dreiarmige Laterne mit verzierten Kandelabern aus der Ilsenburger Eisengießerei. Wenige Meter vor der Freitreppe steht die Bronzefigur eines voranschreitenden Soldaten mit Bannerstab als Kriegerdenkmal auf einem Sandsteinsockel mit der Inschrift Zur Erinnerung an die Wiederaufrichtung des Deutschen Reiches 1870/71.

## Geschichte
Am 10. September 1862 nahm König Georg V. von Hannover, welche Quakenbrück besuchte, im Rathaus ein Mittagessen ein.

## Trivia
Das Modellbauunternehmen Gebrüder Faller präsentierten auf der 69. Nürnberger Spielwarenmesse im Januar 2018 ein Modell des Rathauses im Maßstab 1:220 für die Modellbahngröße Z. Aus dem 86-teiligen Bausatz lässt sich das Rathaus mit Standbild nachbauen.